# Sac (Einheit)
Sac war ein französisches Volumenmaß für Gips und Kohlen.
- Gips: 1 Sac = 25 Liter
  - 12 Sac = 24 Boisseaux = 1 Voie
- Kohlenmaß in Genf: 1 Sac = 2,96 Hektoliter